# Brinjame
La Brinjame est une rivière française qui coule dans le département de la Nièvre. C'est un affluent de la Cure en rive gauche, donc un sous-affluent de la Seine par la Cure, puis l'Yonne.

## Géographie
La longueur de son cours d'eau est de 15,7 kilomètres.
C'est typiquement un cours d'eau du massif du Morvan. La totalité de son bassin fait partie du parc naturel régional du Morvan. Elle a sa source près de Lormes, elle passe par Empury et le bois de Bazoches et elle traverse une gorge entre Domecy-sur-Cure et Saint-André-en-Morvan pour déboucher dans la Cure.

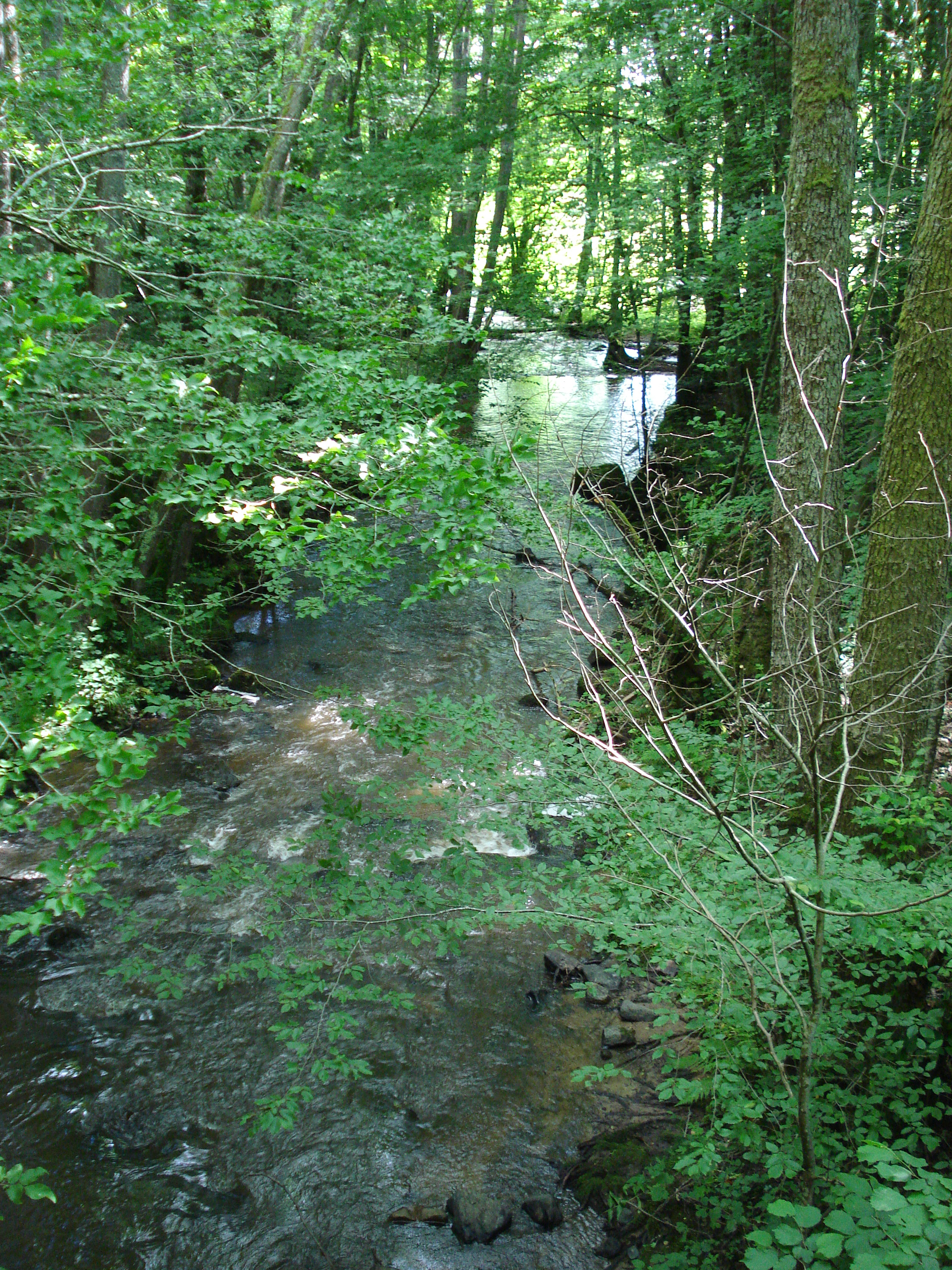
La Brinjame en forêt de Bazoches